# Ormtjärnen (Ljusnarsbergs socken, Västmanland)
Ormtjärnen är en sjö i Ljusnarsbergs kommun i Västmanland och ingår i Norrströms huvudavrinningsområde.